# La Befana trullallà/In cambio che mi dai
La Befana trullallà/In cambio che mi dai è un 45 giri di Gianni Morandi, pubblicato nel 1978 dall'RCA Italiana.
La Befana trullallà, scritta da Paolo Dossena, Sergio Rendine e Roberto Viscarelli è stata utilizzata come sigla del programma 10 Hertz, andato in onda su RAI 1 dal 18 ottobre 1978 al 5 marzo 1979 e condotto dallo stesso Morandi.
La canzone, che assomiglia ad una filastrocca, parla della Befana, che viene descritta, tra l'altro, come un personaggio che vien di notte e che porta le scarpe tutte rotte. 
In cambio che mi dai? è il brano presente sul lato b, scritto da Stefano Jurgens e Bruno Zambrini. Entrambi i brani fanno parte dell'album di Morandi Abbracciamoci.

## Successo commerciale
Il 45 giri ebbe un buon successo discografico, raggiungendo il picco massimo della ventesima posizione e risultando il novantacinquesimo singolo più venduto del 1978/1979 in Italia.

## Tracce
1. La Befana trullallà (Dossena - Rendine - Viscarelli)
2. In cambio che mi dai (Jurgens - Zambrini)